# 33 Pułk Armat Polowych (austro-węgierski)
Pułk Armat Polowych Nr 33 (FKR. 33) – pułk artylerii polowej cesarskiej i królewskiej Armii.

## Historia pułku
Z dniem 1 stycznia 1894 roku została wprowadzona w życie kolejna reorganizacja artylerii, w ramach której 42 Dywizjon w Stanisławowie został przeformowany w 33 Pułk Artylerii Dywizyjnej (niem. 33. Divisions Artillerie Regiment).
W 1914 roku pułk stacjonował na terytorium 11 Korpusu: sztab pułku razem z 1. dywizjonem i kadrą zapasową w garnizonie Stanisławów, natomiast 2. dywizjon w Czerniowcach. Pułk pod względem taktycznym był podporządkowany komendantowi 30 Dywizji Piechoty, a pod względem wyszkolenia komendantowi 11 Brygady Artylerii Polowej.
W sierpniu 1914, w czasie mobilizacji, pułk został włączony w skład nowo utworzonej 11 Brygady Artylerii Polowej należącej do 11 Dywizji Piechoty .
W 1916 roku oddział został przemianowany na Pułk Armat Polowych Nr 11. Równocześnie dotychczasowy Pułk Armat Polowych Nr 11 został przemianowany na Pułk Haubic Polowych Nr 32.
W 1918 roku oddział został ponownie przemianowany na Pułk Artylerii Polowej Nr 11.

## Żołnierze
Komendanci
- ppłk SG Gustav von Jahl (1894[1] – 1895 → szef sztabu 4 Korpusu[8])
- ppłk Ludwik Fiderkiewicz (1895[9] – )
- ppłk Ferdinand Scholz (1914[2])

Oficerowie
- ppłk Teodor Nałęcz-Tański (w Wojsku Polskim dowódca 6 pal)
- por. rez. Bolesław Dziubiński (w Wojsku Polskim dowódca 3 pac)
- por. rez. Lubomir Głażewski
- por. rez. Tadeusz Feliks Skwarczyński
- por. rez. Józef Słanarz (w Wojsku Polskim dowódca 20pal)
- por. rez. Mieczysław Zieleniewski
- ppor. rez. Mieczysław Motylewski
- ppor. rez. Józef Szychowski